# Duitse koloniën
Vanaf 1884 werden de eerste Duitse Koloniën (Duits: Deutsche Schutzgebiete) verworven. In 1918, na de Duitse nederlaag in de Eerste Wereldoorlog, gingen alle koloniën verloren en werden het mandaatgebieden onder toezicht van de Volkenbond.

## Opbouw van het Duitse koloniale rijk
Dat het Duitse Keizerrijk pas tijdens de periode van het moderne imperialisme begon met het opbouwen van een koloniaal rijk hing ermee samen dat Duitsland pas in 1871 een staatkundige eenheid werd. In de vroegmoderne tijd hadden enkele Duitse staten, zoals Brandenburg-Pruisen, wel pogingen tot het stichten van koloniën ondernomen maar door concurrentie van koloniale machten zoals Groot-Brittannië, Frankrijk en de Nederlanden gingen deze na korte tijd weer verloren.
De eerste koloniën van het Duitse Keizerrijk werden verworven door private maatschappijen die ze later aan de staat overdroegen. Pas rond 1900 bezat het Keizerrijk een koloniaal rijk dat enigszins met dat van de genoemde te vergelijken was, hoewel het veel kleiner en van minder belang was.

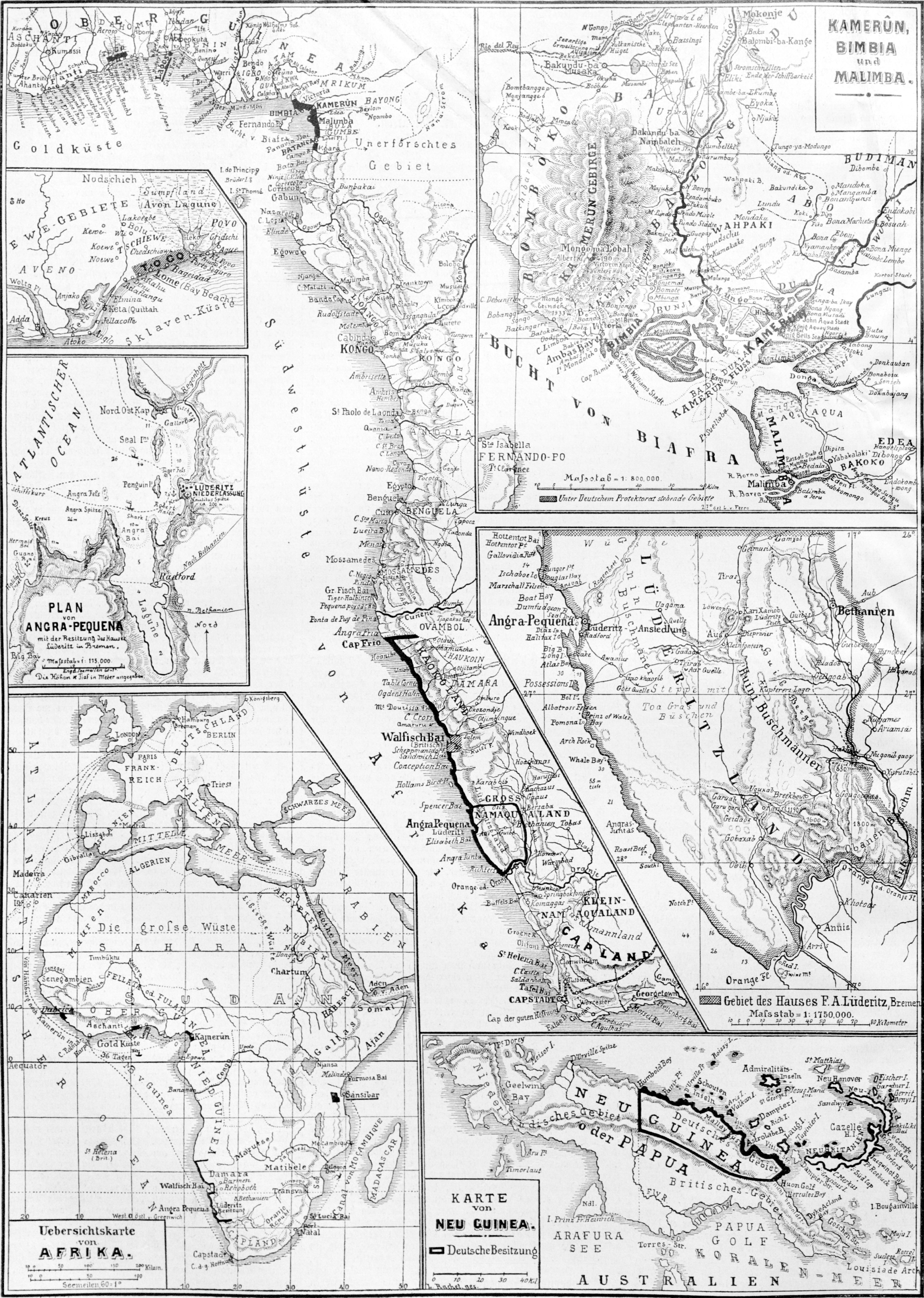
Kaart van de Duitse koloniën in 1885.

Van een werkelijk koloniaal beleid was pas sinds 1884 sprake toen Otto von Bismarck, aanvankelijk een tegenstander van het verwerven van overzeese gebiedsdelen, naar Brits voorbeeld handelspunten van staatsbescherming voorzag. Allereerst kwam in april 1884 het door de zakenman Adolf Lüderitz verworven Duits-Zuidwest-Afrika onder Duitse bescherming te staan. In juli volgden Togoland en de bezittingen van Adolph Woermann in Kameroen, in februari 1885 het door Carl Peters verworven Duits-Oost-Afrika. In mei van dat jaar werden Keizer Wilhelmsland en de Bismarck-archipel in bezit genomen.
De in 1888 aan de macht gekomen keizer Wilhelm II achtte het bezit van een koloniaal rijk absoluut noodzakelijk. Het Rijk stelde in dat jaar Nauru onder zijn "protectie". In 1897 zei de Duitse minister van Buitenlandse Zaken en latere Rijkskanselier Von Bulow dat ook Duitsland een ‘Platz an der Sonne’ verlangde. In 1898 werd een Duitse koloniale school voor de tropische landbouw opgericht in Witzenhausen. In hetzelfde jaar werd de Chinese stad Jiaozhou (Kiautschou) een Duitse kolonie en in 1899 volgden de Carolinen, Marianen, Palau en Samoa.

### Afrika
Een overzicht van koloniën van Duitsland in Afrika: 
| Naam kolonie          | Periode van kolonie |
| --------------------- | ------------------- |
| Duits-Oost-Afrika     | 1885 - 1919         |
| Duits-Zuidwest-Afrika | 1884 - 1915         |
| Duits-Witu            | 1885 - 1890         |
| Duits-Kameroen        | 1884 - 1916         |
| Neukamerun            | 1911 - 1916         |
| Togoland              | 1884 - 1914         |

### Azië
Een overzicht van koloniën/concessie van Duitsland in Azië:
| Naam kolonie                | Periode van kolonie |
| --------------------------- | ------------------- |
| Jiaozhou of Kiautschou      | 1897 - 1914         |
| Duitse concessie in Tianjin | 1899 - 1917         |

### Oceanië
Een overzicht van koloniën in Oceanië:
| Naam kolonie       | Periode van kolonie |
| ------------------ | ------------------- |
| Duits-Nieuw-Guinea | 1884/1889 - 1914    |
| Duits-Samoa        | 1900 - 1914         |

## Duitse koloniale status in Eerste Wereldoorlog
De Duitse koloniën omvatten in 1914 een gebied van 2,3 miljoen km² (4,5 keer de grootte van Duitsland zelf), maar werden pas rendabel tegen de tijd dat de Eerste Wereldoorlog uitbrak. In deze oorlog werden buiten Oost-Afrika alle koloniën veroverd. Duitsland raakte met het Verdrag van Versailles in 1919 zijn koloniale rijk definitief kwijt.